# Athletic Club de Madrid 1931-1932
Questa voce raccoglie le informazioni riguardanti l'Athletic Club de Madrid, antico nome del Club Atlético de Madrid, nelle competizioni ufficiali della stagione 1931-1932.

## Stagione
Nella stagione 1931-1932 i colchoneros, allenati inizialmente dall'ungherese Rudolf Jeny, avvicendato alla sesta giornata di campionato dall'ex presidente Javier Barroso, terminarono il campionato al quarto posto mancando la promozione in Primera División. L'Athletic fu distaccato di soli tre punti dal Real Betis, che però subì un'umiliante sconfitta per 10-1. In Coppa della Repubblica l'Athletic Madrid fu invece eliminato agli ottavi di finale dal Deportivo Alavés. Nel campionato regionale di Centro-Aragón, la squadra si piazzò al terzo posto.

## Maglie e sponsor
| Manica sinistra · Manica sinistra · Maglietta · Maglietta · Manica destra · Manica destra · Pantaloncini · Calzettoni |

## Rosa
| N. |                   | Ruolo | Calciatore                 |
| -- | ----------------- | ----- | -------------------------- |
| -  | Spagna (bandiera) | P     | Isidro Rodríguez           |
| -  | Spagna (bandiera) | P     | Antonio López Anido        |
| -  | Spagna (bandiera) | P     | José Manuel Bermúdez       |
| -  | Spagna (bandiera) | D     | José Martín                |
| -  | Spagna (bandiera) | D     | Narciso Corral             |
| -  | Spagna (bandiera) | D     | José Luis Conde            |
| -  | Spagna (bandiera) | D     | Pepín                      |
| -  | Spagna (bandiera) | D     | Rafael Suárez del Villar   |
| -  | Spagna (bandiera) | C     | Victoriano de Santos Troya |
| -  | Spagna (bandiera) | C     | Antoñito                   |
| -  | Spagna (bandiera) | C     | Santiago Buiría            |

| N. |                       | Ruolo | Calciatore           |
| -- | --------------------- | ----- | -------------------- |
| -  | Porto Rico (bandiera) | C     | Eduardo Ordóñez      |
| -  | Spagna (bandiera)     | C     | Domingo Rey Ciaurriz |
| -  | Spagna (bandiera)     | A     | José María Arteche   |
| -  | Spagna (bandiera)     | A     | Ciriaco Cuesta Sanz  |
| -  | Spagna (bandiera)     | A     | Manuel Guijarro      |
| -  | Spagna (bandiera)     | A     | Santiago Losada      |
| -  | Spagna (bandiera)     | A     | José Luis Costa      |
| -  | Spagna (bandiera)     | A     | Luis Marín Sabater   |
| -  | Spagna (bandiera)     | A     | Camilo Liz Salgado   |
| -  | Spagna (bandiera)     | A     | Francisco del Coso   |

## Risultati

### Segunda División

#### Girone d'andata
| Arbitro: | Pedro Vicente Vallana |

|                                               |           |                      |
| Lángara 28’ (rig.), 39’, 45’, 75’ Galé Emilín | Marcatori | 17’ Cuesta 37’ Marín |

| Arbitro: | Agustín Vilalta Bars |

|                          |           |        |
| Cuesta 44’ Buiría Losada | Marcatori | Triana |

| Arbitro: | Agustín Vilalta Bars |

|              |           |  |
| Marín Buiría | Marcatori |  |

| Barcellona 27 dicembre 1931 4ª giornata                             | Catalunya | 2 – 1 referto     | Athlétic Madrid |  |
| \| \| \| \| \| Artigas Clavera \| Marcatori \| 40’ (rig.) Losada \| |           |                   |                 |  |
|                                                                     |           |                   |                 |  |
| Artigas Clavera                                                     | Marcatori | 40’ (rig.) Losada |                 |  |

| Arbitro: | Manuel González Polidura |

|                 |           |              |
| Buiría Guijarro | Marcatori | Tronchu Nani |

| Arbitro: | Jesús Arribas Seijas |

|                                                           |           |            |
| de la Puerta 10’, 49’ Romero 53’ Adolfo 70’ Corral (aut.) | Marcatori | 75’ Buiría |

| Arbitro: | José María Steimborn Ludeuvik |

|             |           |                       |
| Piñeiro 65’ | Marcatori | 30’ Cuesta 49’ Buiría |

| Arbitro: | Antonio Adrados Martín |

|                                    |           |  |
| Buiría 22’ Areso 47’ (aut.) Cuesta | Marcatori |  |

| Arbitro: | Santiago Ledesma |

|                        |           |  |
| Brasero Campanal Ramos | Marcatori |  |

#### Girone di ritorno
| Arbitro: | Pedro Vicente Vallana |

|            |           |  |
| Cuesta 43’ | Marcatori |  |

| Arbitro: | Amadeo Sánchez |

|                          |           |  |
| León 43’, 72’ Isidro 50’ | Marcatori |  |

| Arbitro: | Agustín Cruella Tena |

|                                     |           |                       |
| Ballester Montañés 32’ Pradells 42’ | Marcatori | Pepín (aut.) Folguera |

| Arbitro: | Amadeo Sánchez |

|  |           |         |
|  | Marcatori | Estévez |

| Arbitro: | Jesús Arribas Seijas |

|             |           |            |
| Herrera 22’ | Marcatori | 36’ Buiría |

| Arbitro: | Agustín Vilalta Bars |

|                                                 |           |        |
| Marín 1’ Losada 5’, 15’ (rig.), Buiría Guijarro | Marcatori | Adolfo |

| Arbitro: | Jesús Arribas Seijas |

|                                   |           |          |
| Buiría 10’, 23’ Antoñito Guijarro | Marcatori | Polo Lao |

| 28 marzo 1932 17ª giornata | Murcia FC | 4 – 0 referto | Athlétic Madrid |  |

| Arbitro: | Luis Sanchis Orduña |

|                                  |           |                             |
| Buiría 57’, 58’ Pepín 75’ (rig.) | Marcatori | 40’ Adelantado 56’ Campanal |

### Copa de la República
| Arbitro: | Jesús Arribas Seijas |

|             |           |  |
| Ordóñez 15’ | Marcatori |  |

| Arbitro: | Pedro Vicente Vallana |

|                             |           |            |
| Araujo 2’ Luisín 60’ (rig.) | Marcatori | 80’ Cuesta |

| Saragozza 19 aprile 1932 Sedicesimi di finale – Spareggio | Athlétic Madrid | 1 – 0 referto | CD Logroñés | Torrero |
| \| \| \| \| \| Losada 60’ \| Marcatori \| \|              |                 |               |             |         |
|                                                           |                 |               |             |         |
| Losada 60’                                                | Marcatori       |               |             |         |

| Arbitro: | Jesús Arribas Seijas |

|                                                           |           |            |
| Sañudo 20’, 39’, 55’ Olano 20’ Juanito 35’, 70’ Lecue 43’ | Marcatori | 81’ Buiría |

| Arbitro: | José María Steimborn Ludeuvik |

|                                                |           |  |
| Marín 40’, 60’ Losada 47’, 50’, 55’ Buiría 73’ | Marcatori |  |

| Madrid 16 maggio 1932 Ottavi di finale – Andata                         | Alavés    | 3 – 1 referto | Athlétic Madrid | Chamartín |
| \| \| \| \| \| Sañudo 12’, 50’ Lecue 62’ \| Marcatori \| 25’ Arteche \| |           |               |                 |           |
|                                                                         |           |               |                 |           |
| Sañudo 12’, 50’ Lecue 62’                                               | Marcatori | 25’ Arteche   |                 |           |

### Campeonato Regional Centro-Aragón
| 22 settembre 1931 1ª giornata | Valladolid Deportivo | 2 – 4 referto | Athlétic Madrid |  |

| 27 settembre 1931 2ª giornata | Athlétic Madrid | 2 – 1 referto | Castilla |  |

| 4 ottobre 1931 3ª giornata | Athlétic Madrid | 0 – 0 referto | Nacional Madrid |  |

| 12 ottobre 1931 4ª giornata | Madrid CF | 3 – 1 referto | Athlétic Madrid |  |

| 18 ottobre 1931 5ª giornata | Athlétic Madrid | 0 – 3 referto | Iberia |  |

| 25 ottobre 1931 6ª giornata | Athlétic Madrid | 5 – 0 referto | Valladolid Deportivo |  |

| 8 novembre 1931 7ª giornata | Iberia | 1 – 0 referto | Athlétic Madrid |  |

| 12 novembre 1931 8ª giornata | Nacional Madrid | 0 – 2 referto | Athlétic Madrid |  |

| 15 novembre 1931 9ª giornata | Athlétic Madrid | 3 – 3 referto | Madrid CF |  |

| 5 dicembre 1931 10ª giornata | Castilla | 1 – 0 referto | Athlétic Madrid |  |

## Statistiche

### Statistiche di squadra
| Competizione           | Punti | Totale | Totale | Totale | Totale | Totale | Totale | DR |
| Competizione           | Punti | G      | V      | N      | P      | Gf     | Gs     | DR |
| ---------------------- | ----- | ------ | ------ | ------ | ------ | ------ | ------ | -- |
| Segunda División       | 18    | 18     | 8      | 2      | 8      | 39     | 37     | +2 |
| Coppa della Repubblica | -     | 6      | 3      | 0      | 3      | 11     | 12     | -1 |
| Campionato Regionale   | 10    | 10     | 4      | 2      | 4      | 17     | 14     | +3 |
| Totale                 | 28    | 34     | 15     | 4      | 15     | 67     | 63     | +4 |